# Putney Swope
Putney Swope es una película estadounidense de 1969 dirigida y escrita por Robert Downey Sr. Protagonizada por Arnold Johnson, la cinta satiriza temas como la representación de la raza negra en el cine de Hollywood, la corrupción de las corporaciones y el mundo de la publicidad.
En 2016 fue escogida por el Registro Nacional de Cine para ser preservada por ser "cultural, histórica o estéticamente significativa".

## Sinopsis
Putney Swope, el único hombre negro de la junta directiva de una empresa de publicidad, es puesto accidentalmente en el cargo tras la repentina muerte del director de la junta. Impedidos por los estatutos de la empresa de votarse a sí mismos, los miembros del consejo votan en secreto a la única persona que creen que no puede ganar: Putney Swope.
Rebautizando el negocio como Truth and Soul, Inc., Swope sustituye a todos los empleados blancos por negros, excepto a uno, e insiste en que no acepten más negocios de empresas que produzcan alcohol, tabaco o armas de juguete. El éxito del negocio atrae la atención no deseada del gobierno de Estados Unidos, que lo considera "una amenaza para la seguridad nacional".

## Reparto
- Arnold Johnson es Putney
- Allen Garfield es Elias
- Bert Lawrence es Hawker
- Luise Heath es la secretaria
- Antonio Fargas es el árabe